# Wisła Krakbet Kraków
Wisła Krakbet Kraków – polski klub futsalu z Krakowa

## Sukcesy

### Ligowe
- Mistrzostwo Polski: 2013[1]
- Wicemistrzostwo Polski: 2011, 2012[1]
- Mistrzostwo I ligi polskiej: 2010[1]
- Mistrzostwo II ligi polskiej: 2009[1]
- Mistrzostwo Krakowa: 2010[1]
- Mistrzostwo II krakowskiej ligi halowej: 2008[1]
- Mistrzostwo III krakowskiej ligi halowej: 2007[1]
- Mistrzostwo IV krakowskiej ligi halowej: 2006[1]

### Pucharowe
- Zdobywca Pucharu Polski: 2011, 2014[1]
- Zdobywca Superpucharu Polski: 2011,2014[1]
- Puchar krakowskiej ekstraklasy: 2009[1]

## Sezon po sezonie
Występy w Krakowskiej Lidze Halowej:
| Sezon   | Liga    | Miejsce | Playoff    | Puchar KE |
| ------- | ------- | ------- | ---------- | --------- |
| 2005-06 | IV KLH  | 1       |            |           |
| 2006-07 | III KLH | 1       |            |           |
| 2007-08 | II KLH  | 1       |            |           |
| 2008-09 | I KLH   | 2       | 1/4 finału |           |
| 2009-10 | I KLH   | 1       | Mistrz     | Mistrz    |
| 2010-11 | I KLH   | 2       |            |           |
| 2011-12 | I KLH   | 12      |            |           |

- I KLH – I Krakowska Liga Halowa
- II KLH – II Krakowska Liga Halowa
- III KLH – III Krakowska Liga Halowa
- IV KLH – IV Krakowska Liga Halowa
- Puchar KE – Puchar Krakowskiej Ekstraklasy

Występy w Ogólnopolskiej Lidze Futsalu:
| Sezon   | Liga        | Miejsce | Puchar Polski |
| ------- | ----------- | ------- | ------------- |
| 2008-09 | II          | 1       |               |
| 2009-10 | I           | 1       |               |
| 2010-11 | Ekstraklasa | 2       | Mistrz        |
| 2011-12 | Ekstraklasa | 2       | 1/2 finału    |

## Sztab szkoleniowy
- Pierwszy trener:  Błażej Korczyński
- Asystent trenera:  Rafał Janke
- Kierownik drużyny:  Kamil Wawro
- Masażysta:  Maciej Misiewicz[2]

## Obecny skład
Stan na 31 sierpnia 2011
| Nr | Poz. | Piłkarz                    |
| -- | ---- | -------------------------- |
| 69 | BR   | Kamil Dworzecki            |
| 84 | BR   | Bartłomiej Nawrat          |
| 77 |      | André Luis des Neves Peres |
| 55 |      | Ferreira Neutzling Douglas |
| 11 |      | Rafał Franz                |
| 17 |      | Marcin Kiełpiński          |
| 12 |      | Błażej Korczyński          |
| 10 |      | Krzysztof Kusia            |
| 3  |      | Zbigniew Mirga             |
| 44 |      | Adrian Pater               |
| 7  |      | Andrzej Szłapa             |
| 19 |      | Łukasz Szymanowski         |
| 21 |      | Maciej Wołoszyn            |

| Nr | Poz. | Piłkarz       |
| -- | ---- | ------------- |
|    |      | Marcin Czech  |
|    |      | Kamil Lasik   |
|    |      | Roman Wachuła |

## Wisła Krakbet Kraków wEkstraklasie

### Sezon 2010/2011

#### Liczba występów
| Ekstraklasa | 22 | 17 | 4 | 1 | n.d. | n.d. | n.d. | n.d. |
| Puchar Polski | 6  | 5  | 1 | 0 | 0    | 0    | 1    | 0    |
| Razem | 28 | 22 | 5 | 1 | 0    | 0    | 1    | 0    |
| Legenda: - Kolor niebieski – liczba zwycięstw. - Kolor żółty – liczba remisów. - Kolor czerwony – liczba porażek. - Kolor zielony – liczba rozegranych meczów. - n.d. – nie dotyczy |    |    |   |   |      |      |      |      |

#### Strzelcy
| Lp. | Bramki | Strzelcy            | Pozycja |
| --- | ------ | ------------------- | ------- |
| 1   | 22     | Krzysztof Filipczak | 1       |
| 2   | 17     | Andrzej Szłapa      | 2       |
| 3   | 15     | Michał Słonina      | 3       |
| 4   | 13     | Krzysztof Kusia     | 4       |

### Sezon 2011/2012

#### Liczba występów
| Ekstraklasa | 9  | 8 | 1 | 0 | n.d. | n.d. | n.d. | n.d. |
| Puchar Polski | 1  | 1 | 0 | 0 | 0    | 0    | 0    | 0    |
| Razem | 10 | 9 | 1 | 0 | 0    | 0    | 0    | 0    |
| Legenda: - Kolor niebieski – liczba zwycięstw. - Kolor żółty – liczba remisów. - Kolor czerwony – liczba porażek. - Kolor zielony – liczba rozegranych meczów. - n.d. – nie dotyczy |    |   |   |   |      |      |      |      |

#### Strzelcy[5]
| Lp. | Bramki | Strzelcy                   | Pozycja |
| --- | ------ | -------------------------- | ------- |
| 1   | 11     | Douglas Neutzling Ferreira | 1       |
| 2   | 8      | Rafał Franz                | 2       |
| 3   | 7      | Błażej Korczyński          | 3       |
| 4   | 5      | Roman Vakhula              | 4       |
| 5   | 5      | Krzysztof Kusia            | 4       |
| 6   | 3      | Andrzej Szłapa             | 6       |
| 7   | 3      | Marcin Czech               | 6       |
| 8   | 2      | Maciej Wołoszyn            | 8       |
| 9   | 2      | Adrian Pater               | 8       |
| 10  | 1      | Zbigniew Mirga             | 10      |
| 11  | 1      | Marcin Kiełpiński          | 10      |
| 12  | 1      | André Luiz des Neves Peres | 10      |

### Bilans spotkań wEkstraklasie
| Sezon                           | Miejsce | M  | Z  | R | P | BZ  | BS | PKT | Uwagi                       |
| ------------------------------- | ------- | -- | -- | - | - | --- | -- | --- | --------------------------- |
| 2010/2011                       | 2       | 22 | 17 | 4 | 1 | 108 | 51 | 55  | Wicemistrzostwo Polski      |
| 2011/2012                       | 1       | 22 | 20 | 1 | 1 | 121 | 46 | 61  | Wicemistrzostwo Polski (PO) |
| RAZEM                           | RAZEM   | 31 | 26 | 5 | 1 | 157 | 75 | 80  |                             |
| Na podstawie Futsal Ekstraklasa |         |    |    |   |   |     |    |     |                             |

### Bilans spotkań wPucharze Polski
| Sezon                 | Faza       | M  | Z  | R | P | BZ | BS | Uwagi                     |
| --------------------- | ---------- | -- | -- | - | - | -- | -- | ------------------------- |
| 2010/2011             | Finał      | 6  | 6  | 0 | 0 | 31 | 16 | Zwycięstwo Pucharu Polski |
| 2011/2012             | 1/2 finału | 5  | 4  | 0 | 1 | 24 | 12 |                           |
| RAZEM                 | RAZEM      | 11 | 10 | 0 | 1 | 55 | 28 |                           |
| Na podstawie 90 minut |            |    |    |   |   |    |    |                           |